# 27. dobrovolnická divize tankových granátníků SS „Langemarck“ (1. vlámská)
27. SS-Freiwilligen Panzergrenadier Division „Langemarck“ (flamische Nr. 1) byla divize Waffen-SS, která bojovala ve druhé světové válce. Divize byla zformována 19. října 1944, když byla 6. SS-Freiwilligen Sturmbrigade „Langemarck“ rozšířena na divizi. Její velikost však nikdy nepřekročila sílu brigády.

## Vývoj divize „Langemarck“
- SS-Freiwilligen Standarte „Nordwest“
- SS-Freiwilligen Verband „Flandern“ (Landesverband „Flandern“)
- SS-Bataillon „Flandern
- SS-Freiwilligen Legion „Flandern“
- SS-Freiwilligen Sturmbrigade „Langemarck“
- 6. SS-Freiwilligen-Sturmbrigade „Langemarck“
- 27. SS-Freiwilligen-Grenadier-Division „Langemarck“

## Čestný název
Čestné označení divize „Langemarck“ je jméno městečka poblíž Yper, kde proběhly nejkrvavější boje první světové války. Toto jméno mělo reprezentovat německo-vlámské přátelství. Nicméně sami Vlámové nechápali, proč jim bylo dáno jméno, jež prezentovalo jejich ztráty utrpěné při německém pokusu o obsazení jejich vlasti v roce 1914. Vlámové cítili žárlivost k francouzsky mluvícím krajanům (Valonům) z 5. SS-Freiwilligen Sturmbrigade Wallonien, kteří měli povolen jako čestný název jméno své domoviny – „Wallonien“.

## Historie a koncepce
Po úspěchu německé bleskové války v Polsku a na západě v letech 1939–1940, vidělo mnoho evropských fašistů v Německu odpověď na komunistický problém. Heinrich Himmler, vůdce SS, začal s podporou Adolfa Hitlera koncem roku 1940 rekrutovat evropské fašisty do národních legií pod velením Waffen-SS. SS-Freiwilligen Standarte „Nordwest“ vytvořili dobrovolníci ze zemí Beneluxu.
Dobrovolníci se začali v dubnu 1941 sjíždět do Hamburku. Vlámští dobrovolníci byli přiděleni k 1. Kompanie, 6. (Panzerjäger) Kompanie a 8. (FlaK) Kompanie. Následně prošli základním výcvikem a byli poslání do Radomu a Dębici v okupovaném Polsku k navazujícímu výcviku.
V červenci 1941 bylo dobrovolníků již tolik, že mohla být SS-Freiwilligen Standarte „Nordwest“ rozpuštěna a její příslušníci vytvořili několik samostatných jednotek. Vlámové vytvořili SS-Freiwilligen Verband „Flandern“ (Landesverband „Flandern“). Přísun dalších vlámských dobrovolníků, mnozí byli členy strany VNV (Vlaams Nationaal Verbond), pokračoval a tak v září 1941 dosáhla jednotka velikosti posíleného praporu (SS-Bataillon „Flandern“), jenž měl 5 plně motorizovaných rot. Proto byla následně přejmenována na SS-Freiwilligen Legion „Flandern“, jejíž síla byla 1100 mužů, z nichž 1000 byli Vlámové, z toho 14 důstojníků.
10. listopadu 1941 byla SS-Freiwilligen Legion „Flandern“ odeslána na frontu k Novgorodu, kde spadala pod velení skupiny armád Sever. Zde byla podřízena 2. SS-Motorisierte Infanterie Brigade, mezinárodní jednotce skládající se z Holanďanů, Norů a Lotyšů.

## Boje poblíž Leningradu
SS-Freiwilligen Legion „Flandern“ přijela v listopadu 1941 na východní frontu u Leningradu a Vlámové se ihned zapojili do bojů poblíž města Volchov. V těžkých bojích jednotka prokázala, že je schopná bojového nasazení a provedla bojový ústup na linii tvořenou řekou Volchov.
Dne 13. ledna 1942 zahájili Sověti ofenzívu, která měla ulevit obléhanému Leningradu. Vlámové sváděli těžké obranné boje až do pozdního února. Koncem února se sovětské ofenzíva zastavila a Němci se pokusili vysunuté Rusy obklíčit. Teto operace probíhala až do 21. května 1942, kdy byly sovětské síly obklíčeny.
Následující měsíc se legie zúčastnila ničení obklíčených jednotek. 27. června 1942 byla jednotka vyvázána z bojů a poslána do týlu k odpočinku, doplnění stavu a přezbrojení.
Za dva měsíce byla jednotka poslána na jih od Ladožského jezera, kde se bránila sovětským útokům, jež měly opět za cíl uvolnit blokádu Leningradu. 31. března 1943 byla legie poslána do Milovic kvůli reorganizaci. 31. května 1943 pak byla legie rozpuštěna a místo ní vznikla SS Freiwilligen Sturmbrigade „Langemarck“, jež byla následně poslána do výcvikového prostoru SS Dębica k dalšímu výcviku.

## Boje na Ukrajině
V Dębici se k vlámským veteránům připojil prapor finských dobrovolníků, množství nových vlámských dobrovolníků, protitanková rota, prapor samohybných děl a protiletadlového dělostřelectva. V říjnu 1943 byl brigáda přejmenována na 6. SS-Freiwilligen-Sturmbrigade „Langemarck“ a v prosinci již byla připravena k nasazení na frontě. Celková síla jednotky dosahovala 2022 mužů.
26. prosince 1943 byla jednotka poslána na Ukrajinu jako součást skupiny armád Jih. V několika dalších týdnech podstoupila brigáda těžké obranné boje. Spolu s 2. SS-Panzer Division „Das Reich“ byla obklíčena v oblasti kolem měst Žytomyr a Jampol. Během průlomu ztratila jednotka většinu své těžké výzbroje a vybavení, přežilo pouze 400 mužů. Koncem dubna 1944 byla jednotka poslána do Čech k odpočinku, doplnění stavu a přezbrojení.

## Bitva na Narvě
V protektorátu jednotku doplnilo 1700 dobrovolníků, kteří čekali na připojení k jednotce. 19. července 1944 vytvořená Kampfgruppe Rehmann, jejímž velitelem se stal SS-Hauptsturmführer Wilhelm Rehmann byla odeslána k městu Narva. Kampfgruppe se stala částí III. SS Panzerkorps. 23. července 1944 německé jednotky vyčistily město Narva a získaly předmostí za řekou Narva. Kampfgruppe Rehmann dorazila 1944 do Estonska 24. července 1944. Zde se spojila s 5. SS Freiwilligen Sturmbrigade "Wallonien". Proti německým silám na Narvě bojoval 3. pobaltský front, který se skládal z 20 divizí. Poté se Sověti připravovali k obklíčení III. SS Panzerkorps a jeho zničení. 25. července 1944 obdržela Kampfgruppe Rehmann rozkaz k přesunu na bojiště u Narvy, známé jako „Kinderheim Höhe“. Ve 22:30 byla Narva evakuována a jednotky převzaly pozice na linii Tannenberg.
Vpravo byla 11. SS-Freiwilligen Panzergrenadier Division „Nordland“, vlevo 4. SS Volunteer Panzergrenadier Brigade Nederland a uprostřed Kampfgruppe Rehmann. 26. července 1944 začal sovětský útok na Narvě. Ruské dělostřelectvo zahájilo palbu na pozice na sirotčím vrcholu. Podařilo se jim zasáhnout velitelský bunkr Kampfgruppe Rehmann, velitelé 1. a 2. roty byli zabiti a SS-Hauptsturmführer Wilhelm Rehmann těžce zraněn. Byla tak ztracena většina velících důstojníků. Po masivním dělostřeleckém přepadu byla síla Kampfgruppe značně redukována.
27. července 1944 se staly 3 malé vrcholy linie Tannenberg velmi důležité, protože kontrolovaly okolní krajinu. Německé pozice na kótě 69.9, granátnický a sirotčí vrchol byly odříznuty od hlavní silnice Narva – Reval. Na severu byla 4. SS Volunteer Panzergrenadier Brigade Nederland a odtud podél pobřeží 20. Waffen-Grenadier Division der SS (estnische Nr. 1), Pionier Battailon 54, I/49 a II/49 se spojením na 11. SS-Freiwilligen Panzergrenadier Division „Nordland“ podél hlavní cesty. Jižně byly III/24, II/24 a III/23 se spojením na 11. Infanterie Division. Kampfgruppe Rehmann měla nyní pozice na sirotčím a granátnickém vrcholu. Vrchol 69,9 obsadili Estonci a 2 roty z SS Pionier Battailon 11. 29. července 1944 se podařilo ruský útok odrazit.
Následující měsíce se zbytek jednotky stahoval do Kurlandské kapsy, odkud byla přepraven přes Baltské moře do Swinnemünde a následně soustředěni u Hammersteinu.

## Pomořansko – oderská fronta
Zde byla 18. září 1944 ze zbytků 6. SS-Freiwilligen-Sturmbrigade Langemarck, Vlámů sloužících v Luftwaffe, Kriegsmarine a organizaci Todt vytvořena 27. SS-Freiwilligen Panzergrenadier Division „Langemarck“ (flamische Nr. 1). Síly divize ale jednotka nikdy nedosáhla.
Dne 1. ledna 1945 byla divize připravena k návratu na frontu a následně se připojila k III. SS Panzerkorps. 16. února se divize zapojila do operace Sonnenwende, jejímž cílem bylo zničit sovětský výběžek do německých linií a osvobodit německé jednotky obklíčené ve městě Arnswalde (Choszczno). Tuto operaci zamýšlel Generaloberst Heinz Guderian jako masivní protiútok na celé frontě, ale Hitler ho následně zredukoval na útok lokální. Zpočátku dosáhla divize taktického překvapení a podařilo se jí ve všech sektorech dostat až k jezeru Ihna. Když si Sověti uvědomili co se děje, odpor začal zesilovat a postup se zpomalil. 17. února divize dosáhla města Arnswalde a osvobodila vyčerpanou posádku. Během několika následujících dnů se podařilo evakuovat civilisty. 21. února vydal SS-Obergruppenführer Felix Steiner rozkaz III. (Germanische) SS-Panzerkorps ke všeobecnému ústupu do oblasti kolem Stargardu a Štětína na severním toku Odry.
Sovětská ofenzíva z 1. března] tlačila divizi „Langemarck“ a III. (Germanische) SS-Panzerkorps před sebou. I přes vážné ztráty, které Němci Sovětům způsobili, se museli stáhnout k městu Altdamm (Dąbie) do poslední obranné pozici na východní straně Odry. Následujících 14 dní Němci drželi město i za cenu vysokých ztrát. 19. března se divize stáhla za Odru.
Poté divize ustupovala směrem k Meklenbursku, kde se 8. května 1945 vzdala Sovětům. Některé malé části divize se zúčastnily závěrečných bojů v Berlíně.

## Velitelé
- SS-Sturmbannführer Michael Lippert (24. září 1941 – 2. duben 1942)
- SS-Obersturmbannführer Hans Albert von Lettow-Vorbeck (2. duben 1942 – červen 1942)
- SS-Hauptsturmführer Hallmann (červen 1942 – 20. červen 1942)
- SS-Obersturmbannführer Josef Fitzthum (20. červen 1942 – 11. červenec 1942)
- SS-Sturmbannführer Conrad Schellong (11. červenec 1942 – 19. říjen 1944)
- SS-Oberführer Thomas Müller (19. říjen 1944 – 2. květen 1945)

## Bojová sestava

### 6. SS Freiwilligen Sturmbrigade „Langemarck“ (červenec 1943)
- Brigade Stab
- I. Bataillon
  - 1. Kompanie
  - 2. Kompanie
  - 3. Kompanie
  - 4. (MG) Kompanie
- II. Bataillon
  - 5. (Infanteriegeschütz) Kompanie
  - 6. (Panzerjäger) Kompanie
  - 7. (Sturmgeschütz) Kompanie
  - 8. (FlaK) Kompanie
- 9.FlaK Kompanie
- 10.Marsch-Kompanie
- I.Kolonne

### 27. SS-Freiwilligen Panzergrenadier Division „Langemarck“ (flamische Nr. 1)
- SS-Panzergrenadier-Regiment 66
- SS-Panzergrenadier-Regiment 67
- SS-Panzergrenadier-Regiment 68
- SS-Artillerie-Regiment 27
- SS-Panzerjäger-Abteilung 27
- SS-Nachrichten-Abteilung 27
- SS-Pionier-Bataillon 27
- SS-Div. Versorgungs Regiment 27
- SS-Feldersatz-Bataillon 27
- SS-Sanitäts-Abteilung 27
- Verwaltungs-Kompanie
- Propaganda-Kompanie
- Kampgruppe Schellong

## Početní stavy divize
V prosinci 1944 dosáhla divize síly 7000 mužů.